# Boîte à lumière

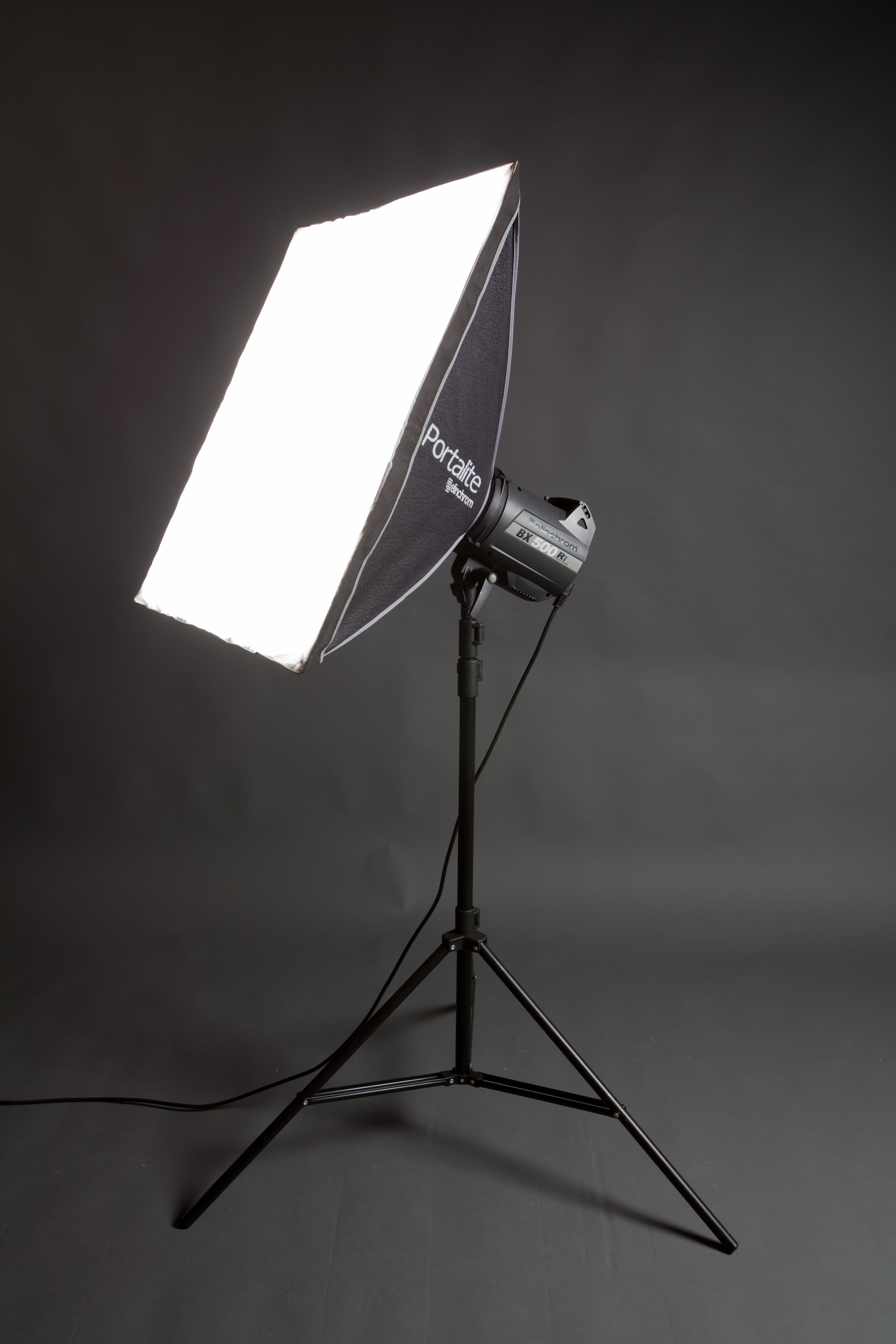
Une boîte à lumière.

Une boîte à lumière (softbox ou lightbox) est un matériel d'éclairage utilisé en photographie ou au cinéma.
Il existe différents types de boîtes à lumière : carrée, rectangulaire et octogonale. Chacune d'elles a une utilité différente. Les carrées sont plus indiquées pour les portraits et natures mortes. Les boîtes rectangulaires sont utiles par exemple pour avoir une source de lumière constante de la tête aux pieds d’une personne. Les octogonales reproduisent l'effet des parapluies. Certaines boîtes sont montées sur rails dans les studios (les mouvements en sont parfois activés par des moteurs électriques) mais la plupart, de plus petites tailles, sont souples, démontables et transportables.
Le principal avantage des boîtes à lumière, c’est qu'elles permettent d'obtenir des ombres très douces, voire inexistantes. Une boîte à lumière peut accueillir de nombreux accessoires tels que des nids d’abeille ou des masques.

## Galerie

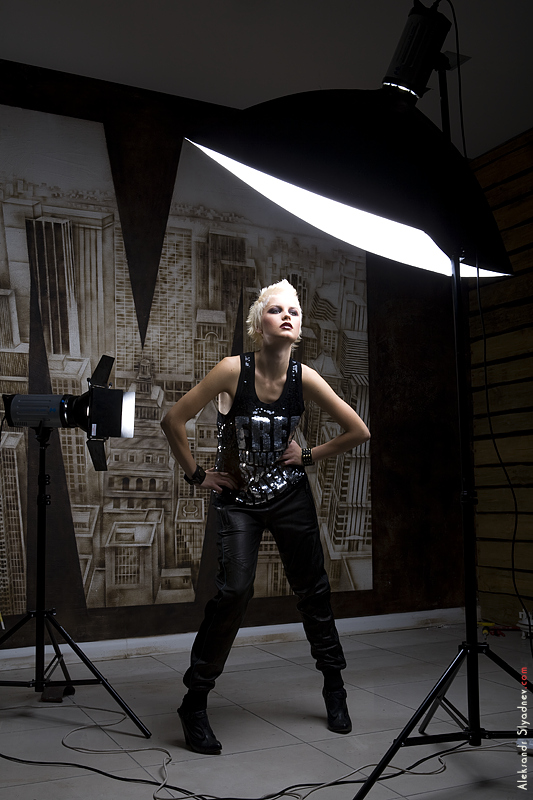
Modèle sous une boîte à lumière.
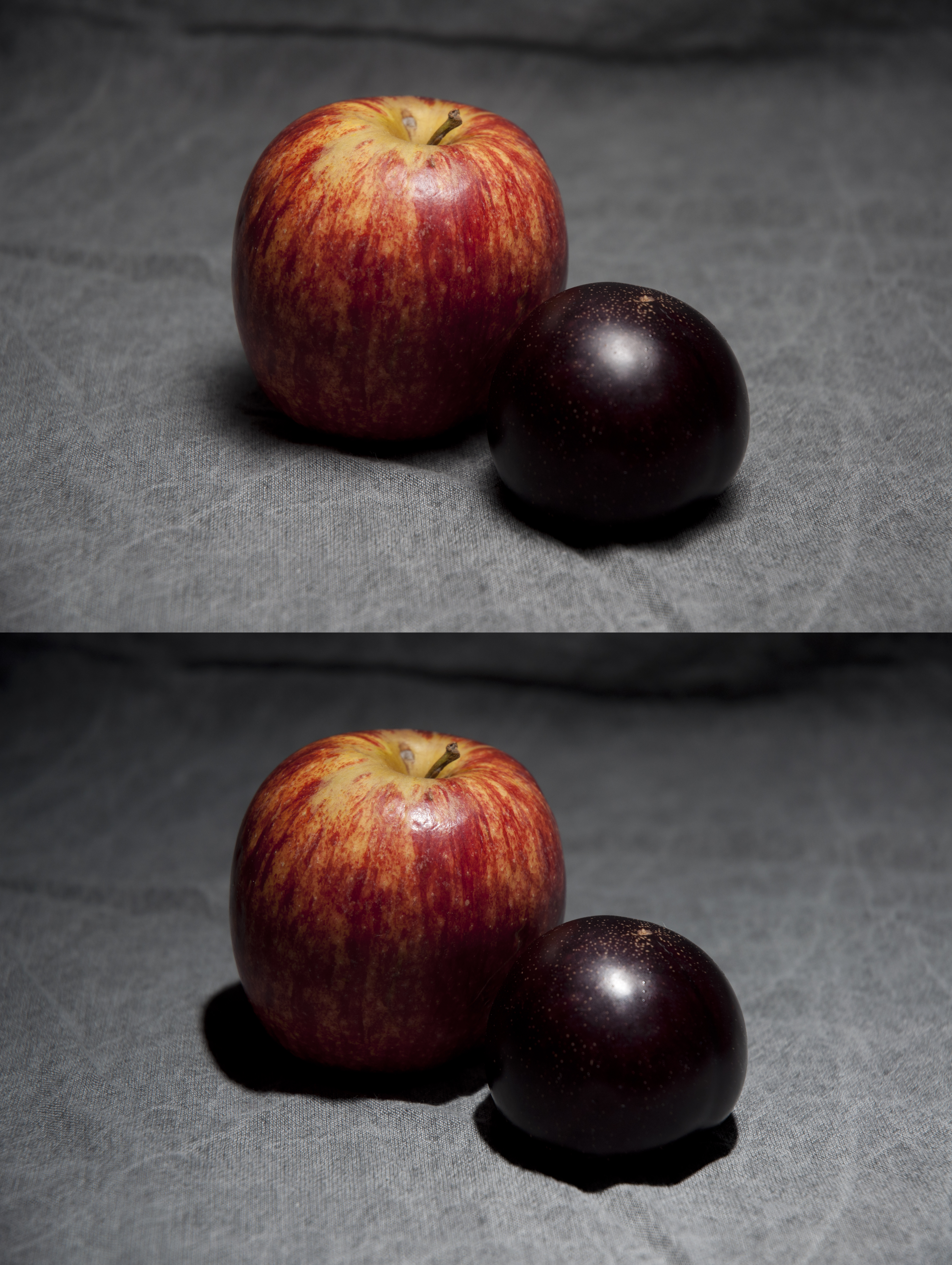
Fruits éclairés par une lightbox (en haut) et par une source directe (en bas).
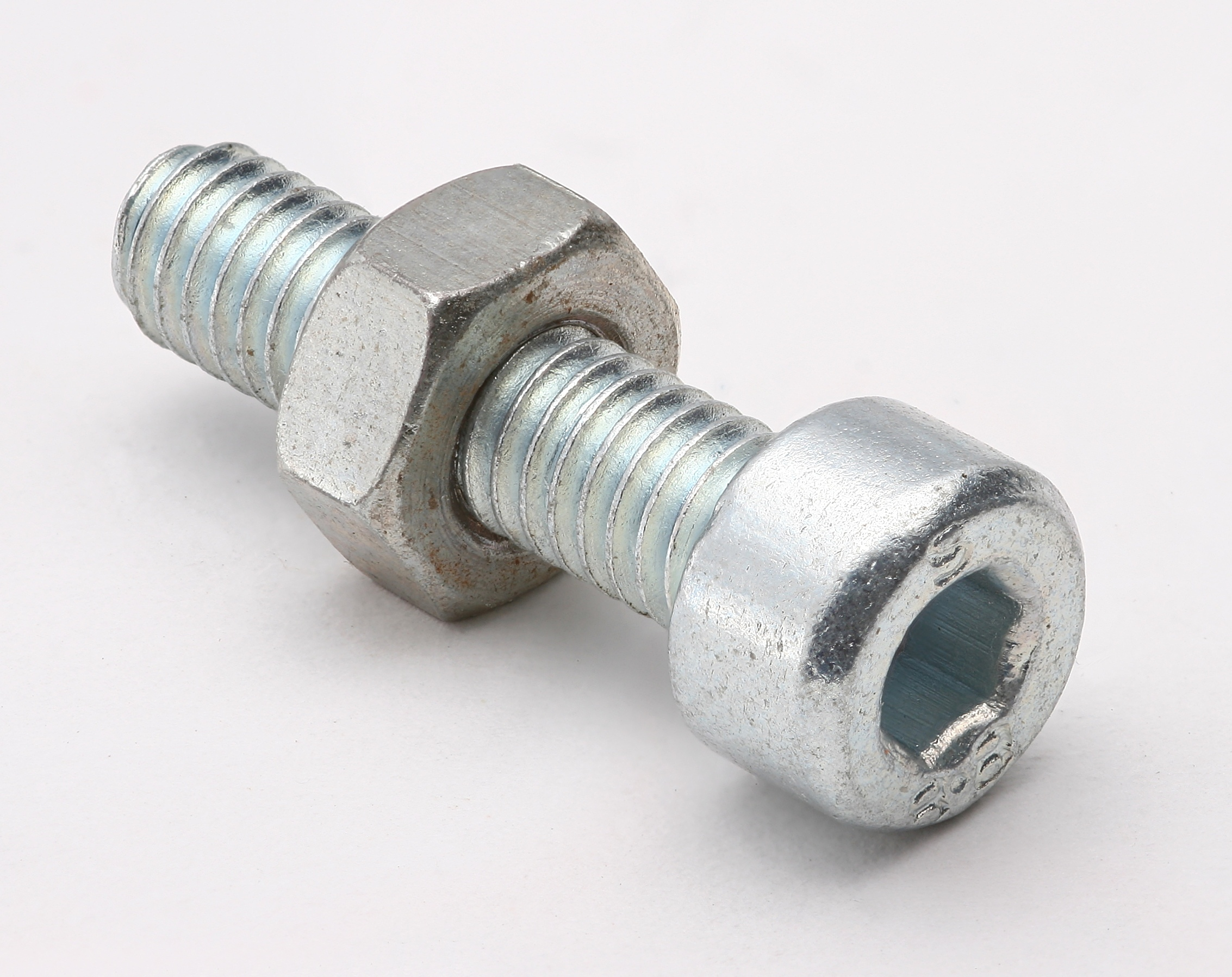
Pièce mécanique éclairée par une boîte à lumière.
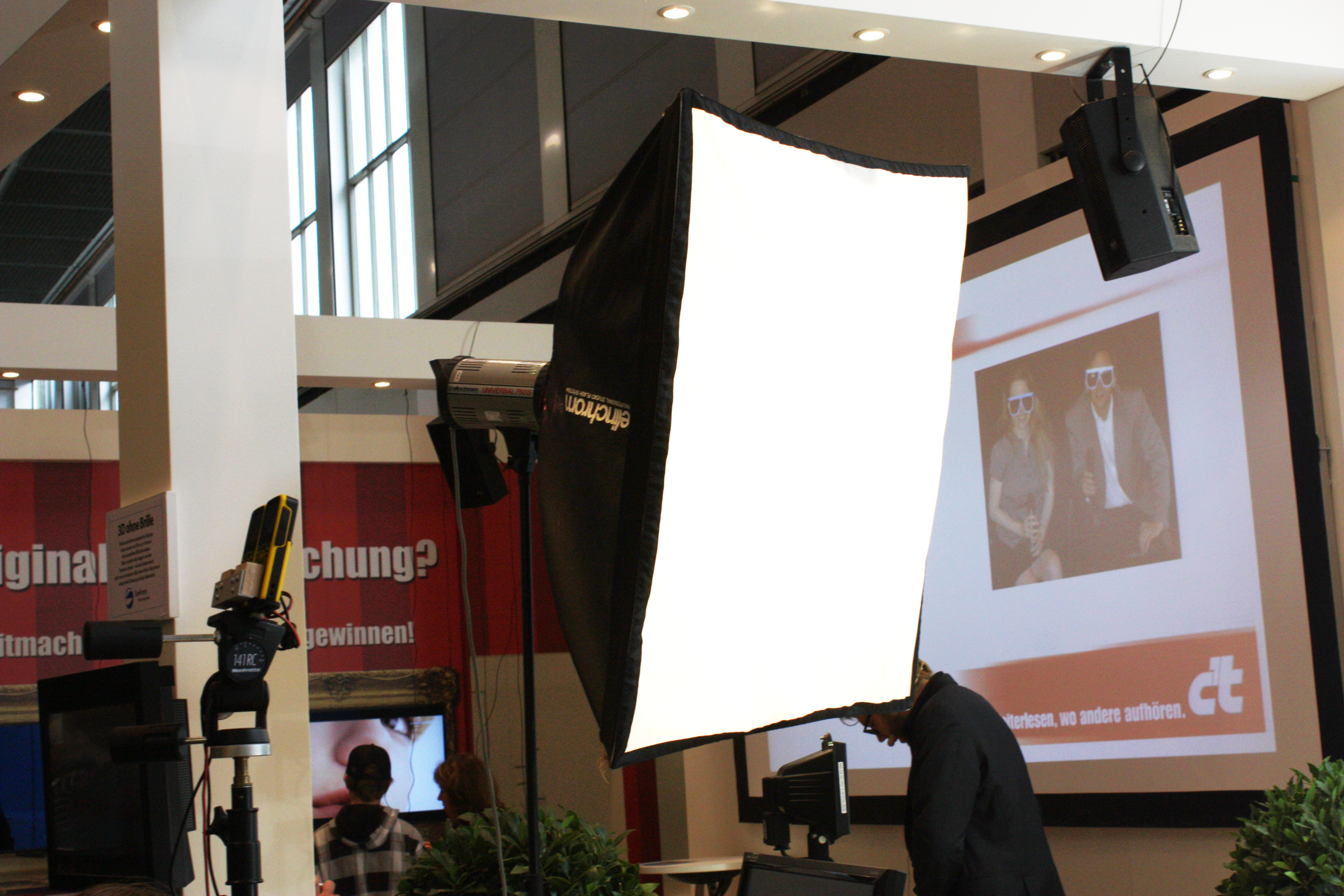
Boîte à lumière démontable sur un plateau provisoire.
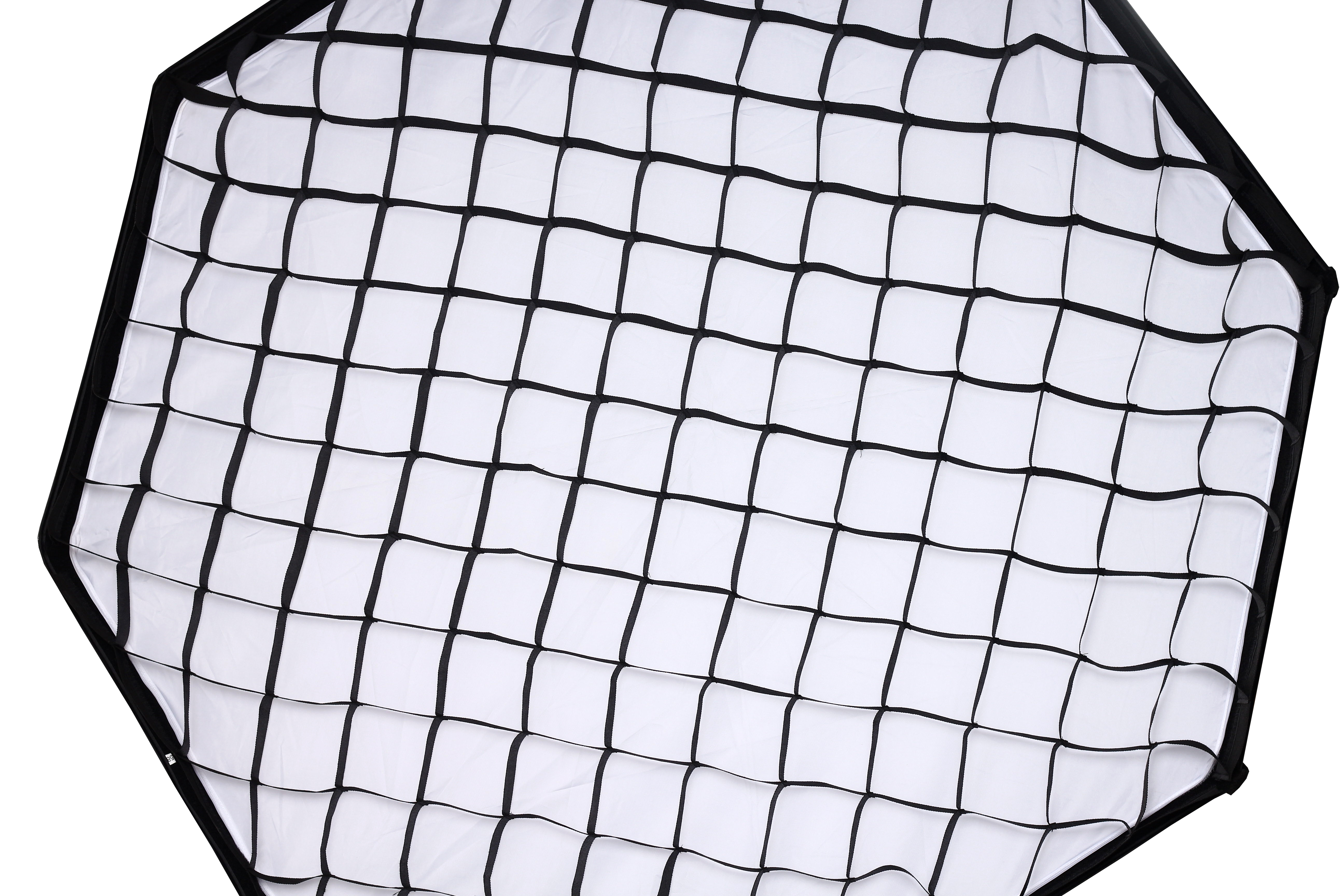
Nid d'abeille octogone.